# Colonie
Pour les articles homonymes, voir Colonie (homonymie).

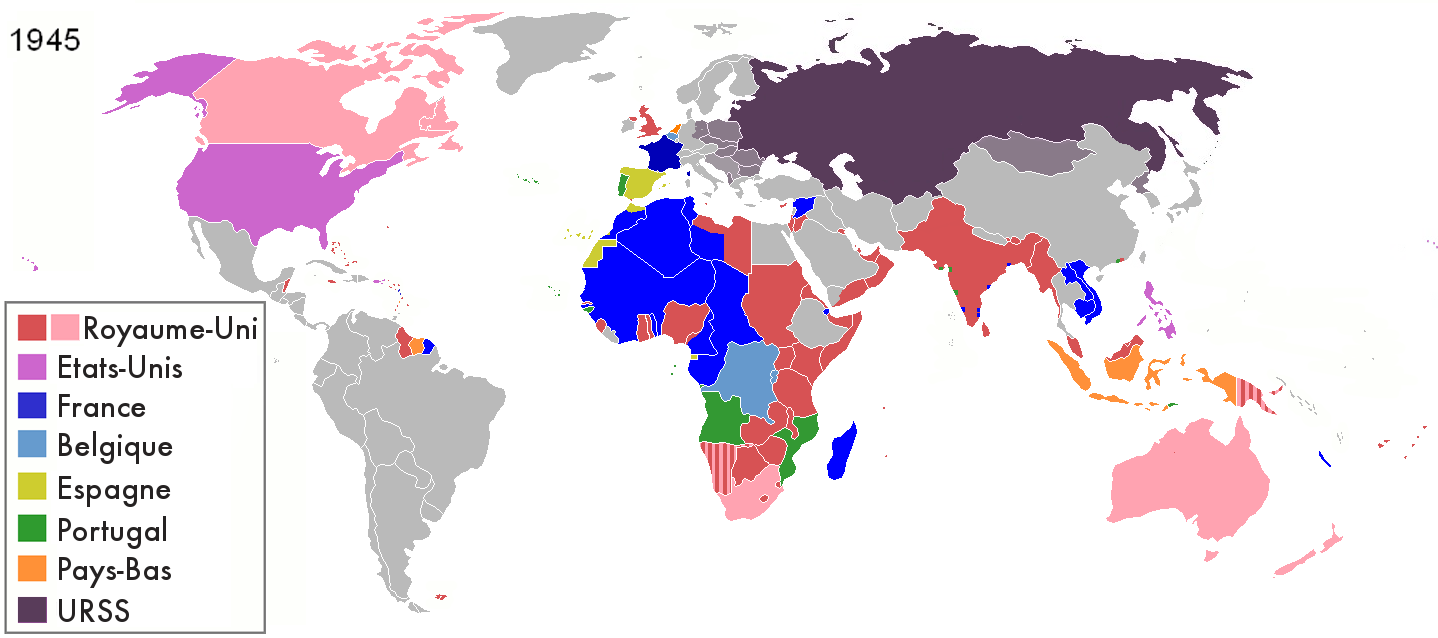
Colonisation dans le monde en 1945.

Une colonie est un établissement humain entretenu par une puissance étatique appelée métropole dans une région plus ou moins lointaine à laquelle elle est initialement étrangère (ex: Carthage) et où elle s'implante durablement.
C'est le résultat d'un processus politique, économique, culturel et social appelé colonisation, et qui consiste en l'exploitation des ressources de la zone en même temps que sa mise en valeur. La colonie est généralement intégrée dans un empire colonial marqué par le colonialisme, une idéologie dont le précepte est la conquête par la force de terres appartenant aux autochtones, l'accaparement de nouvelles régions et la sauvegarde de celles sur lesquelles s'exerce déjà une mainmise. Lorsque cette dernière s'accompagne d'une migration importante depuis la métropole, on parle de colonie de peuplement.
Le terme de colonie et de colonisation est aussi employé pour décrire l'expansion des peuplements humains de la Préhistoire.
Le terme colonie vient du latin colonia, qui désigne une étendue réservée à l'agriculture. Colonia dérive du verbe colere, signifiant cultiver la terre. À l'époque romaine, ce mot sert à désigner une étendue conquise pour être habitée, et où était établie une colonie peuplée de citoyens libres, romains et latins.
Au XVIIIe siècle, l'économiste écossais Adam Smith, fondateur de l'économie moderne, vantait les « bons effets naturels du commerce des colonies » sur l'économie de l'Angleterre.